# Wawa-Mania
Wawa-mania était un site de warez mis en ligne le 11 novembre 2006 par Dimitri Mader, dit Zac, sur lequel les membres s'échangeaient des liens de téléchargement de contenu. En 2011, il est considéré comme le plus gros site web warez français, revendiquant plus de 2 millions de membres et totalisant plus de 600 000 visiteurs uniques par mois. Depuis octobre 2016, le site n'est plus accessible.

## Chronologie
Le site est lancé le 11 novembre 2006, soit pendant les ennuis judiciaires de la plus grosse board française, Oleoo (à l'époque Zone-warez).
Le 5 novembre 2007, le site compte 300 000 membres.
En juin 2009, Zac est interpellé et placé en garde à vue à la suite d'une plainte de la SACEM par la BEFTI,.
En 2010, Zac est poursuivi pour « contrefaçon d'œuvres de l'esprit », il change de pseudo et prend le nom de HTCpower.
En avril 2012, le DNS ne pointe plus vers un domaine national des îles Samoa (.ws) mais vers le domaine officiel des Îles Cocos (.cc). En novembre 2012, le domaine pointe vers l'Équateur (.ec).
En 2015, le site est de nouveau financé par de la publicité (bandeau et pop-up) pendant quelques mois .
En septembre 2015, Wawa-Mania subit une refonte générale, incluant le code et le design. Pendant la migration, le forum est attaqué et doit être désactivé pour maintenance pendant plus de 24 heures. Depuis sa refonte, le site web utilise son propre CMS, NinjaCMS, financé par les dons. 
En octobre 2016, Wawa-Mania ne fonctionne plus 
En janvier 2017, le site Wawa-Mania redirige vers le github de son propre CMS, NinjaCMS 
En août 2017, le site Wawa-Mania affiche une citation de Stephen King issue du livre Fin de ronde : 

« Coming soon :-) 
Payback is a bitch, and the bitch is back. »

## Affaires judiciaires
En 2010, Zac est poursuivi pour « contrefaçon d'œuvres de l'esprit », il change de pseudo et prend le nom de HTCpower.
En avril 2015, Dimitri Mader est condamné à un an de prison ferme et à 15 000 euros d'amende. Résidant depuis 2011 aux Philippines, il est absent au procès.
Le 2 juillet 2015, Dimitri Mader est condamné à verser au total plus de 13 millions d’euros de dommages et intérêts aux ayants droit, pour la plupart des majors américaines.
Depuis octobre 2016, le site n'est plus accessible.

## Critiques
Pendant son activité, le site fut la cible de critiques en divisant les défenseurs d'un internet libre.